# Kasdir
Kasdir est une commune de la wilaya de Naâma en Algérie.
Elle couvre une superficie de 6 378,13 km2 et compte fin 2008 une population de 7 851 habitants.